# 杉原立樹
杉原 立樹（すぎはら りき、1997年11月9日 - ）は、ジャパンラグビーリーグワン静岡ブルーレヴズに所属するラグビー選手。

## プロフィール
- 大阪府出身。
- ポジションはナンバーエイト(No8)。
- 身長 184 cm、体重 107 kg
- U20日本代表に選ばれたことがある[1]。

## 略歴
2016年、尾道高校卒業後、関西学院大学に入る。
2020年、関西学院大学卒業後、ヤマハ発動機ジュビロ(現・静岡ブルーレヴズ)に加入。
2022年12月17日に行われたJAPAN RUGBY LEAGUE ONE第1節トヨタヴェルブリッツ戦にて先発出場でリーグワン公式戦初出場を果たした。